# Ugo av Farfa

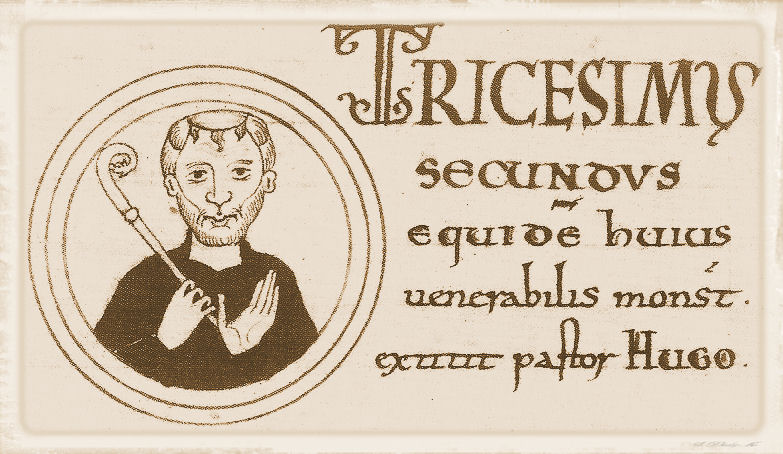
Ugo av Farfa.

Ugo av Farfa, född omkring 973, död 1039, var abbot av benediktinklostret Farfa från år 998 till sin död. Under Ugo upplevde Farfa en av sina blomstringsperioder.